# Ярошенко Андрій Вікторович
Андрі́й Ві́кторович Яроше́нко (28 грудня 1982 — 11 червня 2015) — солдат Збройних сил України.

## Життєпис
Народився у місті в родині залізничників — залізничником є його брат, батько, багато років працювала мама Ніна Василівна. Закінчив здолбунівську ЗОШ № 4, Київський електромеханічний технікум залізничного транспорту. 2001 року почав працювати електромонтером тягової підстанції Рівненської дистанції електропостачання, від 2002-го — у ремонтно-ревізійній дільниці Здолбунів. 2007 року переведений на посаду електромеханіка.
Входив до складу Здолбунівської сотні самооборони. Попри на застереження лікарів — вади зору — сам написав заяву і вирушив на фронт добровольцем 10 березня 2015 року; артилерист 55-ї окремої артилерійської бригади.
Загинув 11 червня 2015-го, дані про смерть різняться — згідно з інформацією військового комісаріату, помер у Донецькій області, заснувши після навчальних стрільб на полігоні. У інших джерелах зазначається місцем смерті смт Луганське, причиною — порушення правил поводження зі зброєю.
Похований у Здолбунові, 14—15 червня 2015 року у Здолбунівському районі оголошені днями жалоби.
Без Андрія лишилися мама, син Ярослав 2004 р.н., дружина Юлія.

## Вшанування
28 грудня 2015 року у Здолбунівській ЗОШ № 4 відкрито та освячено меморіальну дошку Андрію Ярошенку.